# Plastic Components and Modules Automotive
La PCMA (acronimo di Plastic Components and Modules Automotive) è un'azienda del gruppo Stellantis.

## La storia
La PCMA  nasce nel 2008 come naturale prosecuzione delle attività di  Ergom Automotive, azienda dell'indotto Fiat fondata nel 1972 dall'imprenditore calabrese Francesco Cimminelli a Borgaro Torinese.
Negli anni ottanta cominciarono per la Ergom le prime produzioni di particolari stampati per il mercato della componentistica auto, fornendo prodotti finiti e semilavorati, articoli tecnici in particolare sistemi di introduzione di carburante, plance, paraurti, finizioni interne, pedaliere, stampi e attrezzature.
Il principale cliente è Fiat Group da cui rilevò  in ramo d'azienda lo stabilimento Fiat Comind sud di Napoli. Con l'acquisto di alcune società del settore (Complasud, Complasint, Faima del gruppo di Mario Maione) accresce il suo fatturato annuo e conquista ampie fette di mercato dando vita ad un nuovo gruppo denominato Automotive System S.p.A.. Le attività del gruppo si espansero anche all'estero con l'apertura di due nuovi siti in Polonia e in Brasile,  nuovi investimenti furono attuati anche altri settori, con l'acquisizione della compagnia aerea Air Vallée.

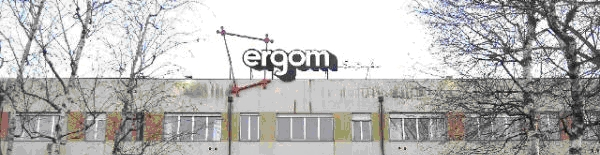
la sede storica di Borgaro

Dopo un periodo di crescita ebbe però inizio una fase difficile della storia del gruppo, un forte calo di vendite che investì la Fiat e il fallimento della squadra Torino calcio acquisita da Cimminelli nel 2000 su consiglio e suggerimento di Paolo Cantarella, allora amministratore delegato proprio della Fiat, porta ad un'inevitabile crisi che persiste per diversi anni.
Nel corso del 2007 le rappresentanze sindacali degli stabilimenti della Campania dove è concentrato il maggior numero dipendenti, diedero inizio ad una vertenza con diversi giorni di sciopero che inevitabilmente bloccarono le attività produttive della Fiat di Pomigliano d'Arco e Termini Imerese.
Nell'agosto 2007 il presidente Cimminelli rassegna le sue dimissioni e l'azienda viene acquisita per una cifra simbolica dal Gruppo Fiat.
Il cambio di proprietà, dopo essere stato al vaglio degli organi antitrust, vede la sua ufficialità il 6 dicembre 2007, dopo l'assenso dell'Unione europea che ha consentito il passaggio di azioni di Ergom Holding al gruppo Fiat.
Ergom nel 2008 viene inserita nel bilancio consolidato di Fiat Group e aggiunta nella Business Lines della Magneti Marelli, cambiando nome in quello attuale, ovvero PCMA (Plastic Components and Modules Automotive) con sede legale a Torino.
Nel 2018 FCA cede la Magneti Marelli al gruppo giapponese Calsonic Kansei, ma la PCMA strettamente legata alle produzioni dell'azienda italo-statunitense, continua ad essere un'azienda del noto gruppo automobilistico.
I 16 stabilimenti produttivi di PCMA sono situati in tre continenti: in Europa (Italia e Polonia), in Asia (Turchia) ed in America Latina (Brasile).